# Ingvild Gåskjenn
Ingvild Gåskjenn (1º luglio 1998) è una ciclista su strada norvegese che corre per il team Uno-X Mobility. Attiva in formazioni UCI dal 2017, si è piazzata terza all'Amstel Gold Race 2024.

## Palmarès
- 2015 (Juniores)

Campionati norvegesi, Prova in linea Junior

## Piazzamenti

### Grandi Giri
- Giro d'Italia

2023: 55ª
2024: ritirata (6ª tappa)
- Vuelta a España

2024: 14ª

### Competizioni mondiali
- Campionati del mondo

Richmond 2015 - In linea Junior: 32ª
Richmond 2015 - In linea Junior: 20ª
Doha 2016 - In linea Junior: 22ª
Yorkshire 2019 - In linea Elite: ritirata
Fiandre 2021 - In linea Elite: 78ª
Wollongong 2022 - In linea Elite: 67ª
Glasgow 2023 - In linea Elite: ritirata
Zurigo 2024 - In linea Elite: 27ª
- Giochi olimpici

Parigi 2024 - In linea: 21ª

### Competizioni continentali
- Campionati europei

Tartu 2015 - Cronometro Junior: 27ª
Tartu 2015 - In linea Junior: 34ª
Plumelec 2016 - In linea Junior: 16ª
Herning 2017 - In linea Under-23: 60ª
Brno 2018 - In linea Under-23: 11ª
Alkmaar 2019 - In linea Under-23: 6ª
Trento 2021 - In linea Elite: ritirata
Monaco di Baviera 2022 - In linea Elite: 53ª
Limburgo 2024 - In linea Elite: 5ª